# John Guare
John Guare (New York, 5 febbraio 1938) è un drammaturgo statunitense.

## Biografia
È noto per i suoi lavori  The House of Blue Leaves (La casa delle foglie blu) e Sei gradi di separazione, entrambi adattati per il cinema. Il suo stile, che unisce l'invenzione comica a un acuto senso del fallimento dei rapporti umani, è a volte crudele e sempre pieno di compassione. 
Louis Malle ha detto di lui: 
(Louis Malle)